# لايشيفو
لايشيفو (بالروسية: Лаишево) هي إحدى مدن روسيا في الكيان الفدرالي الروسي تتارستان.